# Оболенский, Ярослав Васильевич
Ярослав Васильевич Оболенский (ум. 1487, Псков) — князь-наместник псковский и воевода на службе у московского князя Ивана III. Рюрикович в XVIII поколении.

## Биография
Принадлежал к многочисленному роду князей Оболенских, сын Василия Ивановича Косого Оболенского и Марии Фёдоровны, дочери Фёдора Дмитриевича Турика. Родоначальник ветви князей Ярославовых-Оболенских.
Князь Ярослав Васильевич известен своим наместничеством в Пскове, которое было наполнено конфликтами с местными жителями. В 1472 по просьбе жителей Пскова он был назначен туда наместником и торжественно въехал в город уже в 1473 году. В том же году он как наместник Пскова, заключил на 20 лет мир с магистром Ливонского ордена и на 30 лет мир с епископом Дерптским. В 1474 году псковичи жаловались на него московскому князю, что он выходит пьяным на улицу и в таком виде стреляет в людей. Однако далее его отношения с псковичами видимо улучшились и в 1475 году он ездил с депутацией горожан в Москву. Однако далее псковичи снова жаловались на него в Москву за излишние поборы, но московский князь принял его сторону. После этого князь ещё более увеличил давление на жителей. Псковичи собрали вече, где отстранили его от власти. Специальный посол великого князя встал на сторону наместника и стал разыскивать зачинщиков, однако псковичи никого не выдали. Только осенью 1477 года, когда Иван III предпринял поход против Новгорода и нуждался в псковской поддержке, он сменил наместника. Псковичи проводили его с почётом, но он поступил в своём стиле и на границе псковских земель арестовал сопровождавших его приставов. Из Пскова Ярослав Васильевич направился в Новгород, где участвовал в военных действиях и был оставлен наместником вместе с братом И. В. Оболенским-Стригой.
В 1481 году вместе с князем Иваном Булгаком во главе двадцатитысячного войска совершил поход в Ливонию, разорил страну, взял замки Феллин и Тарваст. Был захвачен обоз магистра ордена. Некоторые города откупались от взятия деньгами.
В 1483 году вновь назначен наместником в Псков, где продолжились его конфликты с горожанами. Известно, что в 1486 году псковский посадник Зиновий Сидорович ездил в Москву и жаловался великому князю Ивану III на Оболенского.
В 1487 году умер в Пскове видимо от эпидемии. Похоронен с женой и сыном в Псковском Троицком соборе.

## Семья
Был женат (с 1485) на дочери боярина М. Ф. Сабурова. 
Имел единственного сына Константина (ум. п. 1525), сына боярского и воеводу.

## Критика
Князь Ярослав Васильевич женился (1485), а умер (1487), но как он оставил после себя взрослого сына Константина, то, следовательно, он был женат дважды.